# Tomislav Nikolić
Tomislav Nikolić, född 15 februari 1952 i Kragujevac, är en serbisk politiker. Han var partiledare för Serbiens progressiva parti (SNS) till 31 maj 2012 då han valdes till landets president. Han satt på posten till 21 maj 2017 då han efterträddes av Aleksandar Vučić.
I första rundan av det serbiska presidentvalet 2004 var Nikolić den presidentkandidat som fick flest röster (30 %). I andra valomgången förlorade han dock (med 45 %) mot Boris Tadić. Nikolić var vid valet 2004 vice ordförande för Serbiska radikala partiet (SRS) och dess högsta representant i Serbien. Detta eftersom partiets ordförande Vojislav Šešelj satt i häktet i Haag inför kommande domstolsförhandlingar. Sedan Nikolić även i presidentvalet 2008 förlorat mot Tadić lämnade Nikolic SRP. Istället var han 2008 med om att bilda ett nytt politiskt parti, Serbiens progressiva parti (SNS).
I den andra rundan av presidentvalet i Serbien den 20 maj 2012 blev Nikolić segrare. När 70 procent av rösterna var räknade hade Nikolic fått 49,4 procent av rösterna och Tadic 47,7 procent. Tadić erkände sig besegrad redan innan alla rösterna var räknade. Detta var en skräll, eftersom opinionsmätningar före valet tydde på att Tadic skulle bli återvald.